# Maila Nurmi

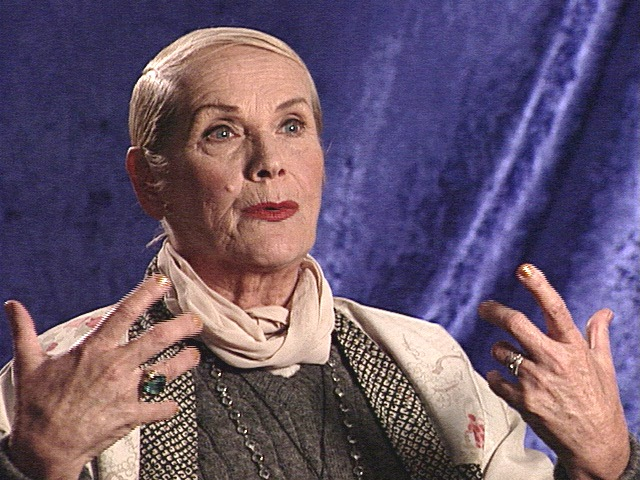
Maila Nurmi 2001.

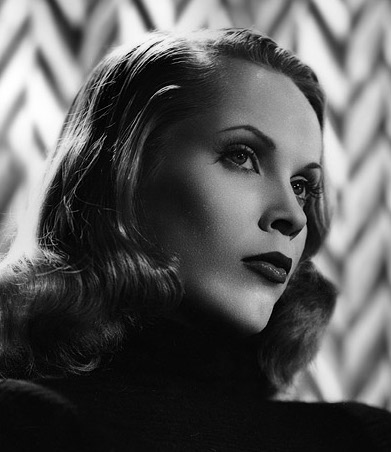
Maila Nurmi 1947.

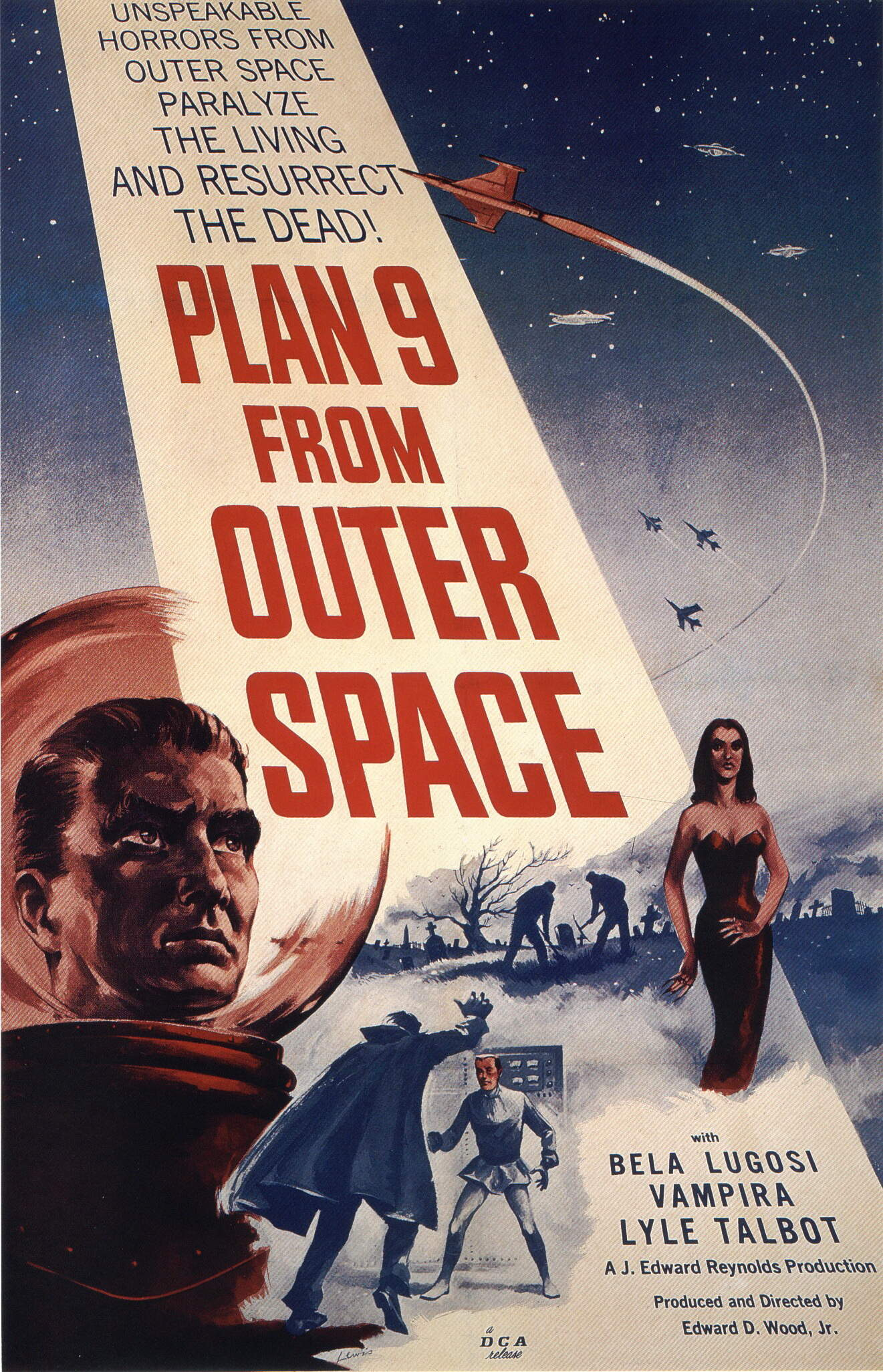
Maila Nurmi på affischen till Plan nine from outer space.

Maila Nurmi, född som Maila Elizabeth Niemi 21 december 1921 i Gloucester, Massachusetts, död 10 januari 2008 i Los Angeles, Kalifornien, var en finsk-amerikansk skådespelerska, mest känd för sitt alter ego Vampira på 1950-talet. Vampira var värd för ett TV-program som visade skräckfilmer och medverkade sedan i den numera ökända och kultförklarade Plan 9 from Outer Space (1959), regisserad av Ed Wood Jr.

## Liv och karriär
Maila Nurmi påstod att hon var släkt med idrottaren Paavo Nurmi, men det stämmer inte. Hennes far Onni Niemi (tidigare Syrjäniemi) hade flyttat till USA år 1910. Vid 17 års ålder flyttade hon från Oregon till Los Angeles och började arbeta som modell och som skådespelerska i småroller i filmer. Howard Hawks fick upp ögonen för Nurmi och lovade henne en filmroll, men filmen blev aldrig av. 
Vampira-karaktären skapades 1953 då Nurmi var inbjuden till koreografen Lester Hortons årliga maskeradbal. Nurmi var inspirerad av Morticia Addams i Charles Addams tecknade serie Familjen Addams i tidningen The New Yorker. TV-producenten Hunt Stromberg, Jr. kontaktade Nurmi och erbjöd henne jobb som värdinna för skräckfilmer. The Vampira Show hade premiär 1 maj 1954. Serien var en succé; Nurmi nominerades till en Emmy och medverkade som Vampira i ett avsnitt av The Red Skelton Show tillsammans med bland andra Bela Lugosi. Privat umgicks Nurmi med kändisar som Marilyn Monroe, Elvis Presley och James Dean. Efter Deans död hävdade hon att hans ande kommunicerade med henne. En dispyt med TV-producenterna om vem som ägde rättigheterna till karaktären Vampira ledde till att hennes program blev nedlagt. Nurmi beskrev att hon hade blivit svartlistad och inte kunde få några jobb längre när hon blev övertalad av Ed Wood att medverka i hans film Plan 9 from Outer Space, vilket hon gick med på under förutsättning att hon inte hade någon dialog i filmen. Under 1960-talet drev hon antikaffären Vampira's Attic där hon även sålde egentillverkade kläder och smycken.
I början av 1980-talet blev hon tillfrågad att åter spela Vampira på TV. Samarbetet med producenterna sprack dock och hon blev ersatt av Cassandra Peterson och dennas karaktär Elvira. Detta ledde till att hon stämde Peterson men utan framgång.
Under 1990-talet och 2000-talet medverkade hon i ett antal dokumentärer om Ed Wood och hans filmer. Den finska regissören Mika Ripatti gjorde en dokumentärfilm om henne. Hon medverkade även i filmen I Woke Up Early the Day I Died (1998), efter ett manus av Ed Wood.
Maila Nurmi var gift två gånger, först med tidigare barnskådespelaren, sedermera manusförfattaren Dean Riesner och senare med Fabrizio Mioni.

## Filmografi (urval)
- I Woke Up Early the Day I Died (1998)
- The Magic Sword (1962)
- Sex Kittens Go to College (1960)
- The Big Operator (1959)
- Plan 9 from Outer Space (1959)
- The Beat Generation (1959)